# Herbert Fordham
Pour les articles homonymes, voir Fordham.
Herbert George Fordham est un auteur britannique né le 9 mai 1854 à Odsey, dans le Hertfordshire, et mort le 20 février 1929 à Cambridge.

## Biographie
Herbert George Fordham est le fils aîné du brasseur Herbert Fordham. Après des études au University College de Londres, il travaille dans la brasserie familiale à Ashwell jusqu'en 1882. Il commence à travailler dans le droit à l'Inner Temple en 1885. Après la mort de son père, en 1891, il prend la tête des affaires familiales. Il s'engage également en politique, siégeant au conseil de comté du Cambridgeshire de 1904 à 1919 et se présentant comme candidat Parti libéral dans la circonscription de Fulham West (en) lors des élections générales de 1918. Il est nommé lieutenant adjoint du Cambridgeshire en 1920.
Passionné par les sciences, Fordham devient membre de la Société géologique de Londres à l'âge de dix-neuf ans et de la British Association deux ans plus tard. Il s'intéresse particulièrement à l'histoire naturelle de ses comtés d'origine, le Cambridgeshire et le Hertfordshire. Son domaine de prédilection est l'histoire de la cartographie. Il assemble au cours de sa vie une importante collection de cartes anciennes et d'atlas routiers couvrant l'Angleterre et le reste de l'Europe. Élu membre de la Royal Geographical Society en 1924, il lègue plus de 1 300 ouvrages à cette institution, ainsi qu'une somme de 200 £ pour la création d'une bourse à l'étude de la « carto-bibliographie », une discipline qu'il a contribué à créer avec son livre Studies in Carto-Bibliography (1914).
Fait chevalier en 1908, Fordham meurt en 1929, à l'âge de soixante-quatorze ans. Marié deux fois, il laisse deux fils et trois filles de son premier mariage.